# Robert Bentley
Robert Bentley (Hitchin, 5 marzo 1821 – Londra, 24 dicembre 1895) è stato un botanico inglese.

## Biografia
Nato nell'Hertfordshire, è noto per i suoi contributi alla botanica farmaceutica e per aver scritto, assieme a Henry Trimen, i 4 volumi dell'opera "Medicinal Plants" (1880), testo corredato da 300 tavole colorate a mano dal botanico David Blair.
Durante il periodo di apprendistato come farmacista che stava trascorrendo in Turning Wells, maturò una spiccata passione per la botanica  e le capacità curative delle piante. Si iscrisse di conseguenza al King's College of London per studiare medicina e nel 1847 venne a far parte del Royal College of Surgeons (Collegio reale dei chirurghi), nonché della "Società linneana" nel 1849. Nel 1874 fu nominato membro della Royal Pharmaceutical Society of Great Britain e fu coeditore della "British Pharmacopoeia" nel 1885. Come Professore di botanica scrisse e  pubblicò diversi manuali di botanica con finalità didattiche.

Morì  nel 1893,  molto probabilmente a Londra, e venne sepolto nel Kensal Green Cemetery.

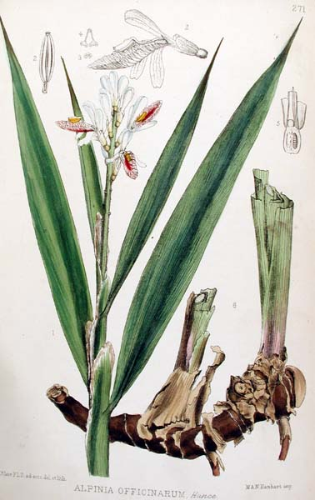
Alpinia officinarum in una tavola del testo Medicinal Plants (1880)

## Opere principali
- A Manual of Botany: including the structure, functions, classification, properties, and uses of plants, etc..  Edit. Google Books, 1861.
- "Characters, Properties, and Uses of Eucalyptus", 1874.
- Botany. Londra, 1875.
- Medicinal Plants: being descriptions with original figures of the principal plants employed in medicine and an account of the characters, properties, and uses of their parts and products of medicinal value - In collaborazione con Henry Trimen. Edit. Churchill,  Londra. 1880.
- The Student's Guide to Structural, Morphological, and Physiological Botany. Londra, 1883.
- A Text-book of Organic Materia Medica, comprising a description of the vegetable and animal drugs of the British Pharmacopoeia, with other non-official medicines, etc.. 1887.